# Куюктанар
Куюктанар — троговая долина, с вмещающей в себя рекой и цепочкой озер в Алтайских горах. Расположена на южном склоне Курайского хребта, в районе села Чаган-Узун.

## Этимология
От монг. Хуяг, алт. Куйак — панцирь, броня, кольчуга; монг. нар и алт. нар — аффикс множественности и собирательности. Куйак-Таҥар — панцирь, броню привяжет, завяжет.

## Описание
В устье находится пионерский лагерь, от которого начинается тропа, ведущая к Ильдугемскому перевалу. Тропа начинается в зоне лиственничной тайги, но через три километра подъема, после достижения высоты 2200 м над уровнем моря начинает преобладть низкотравная растительность с зарослями карликовой берёзы. В долине есть крупное моренно-подпрудное озеро и несколько западинных озер в висячих долинах по разные стороны от основной долины.